# Международна награда за мир
Международната награда за мир е награда, връчвана между 1950 и 1957 година от просъветската международна неправителствена организация Световен съвет на мира. Тя се дава на интелектуалци, допринесли за „укрепване на мира между народите“.

## Носители
1950
 Юлиус Фучик (почетна награда) – журналист, комунист
 Варшава (почетна награда) – град
 Пабло Неруда – поет, комунист
 Назъм Хикмет – поет, комунист
 Пабло Пикасо – художник, комунист
 Пол Робсън – певец
 Ванда Якубовска – режисьорка, комунистка
 Режисьорите и операторите на документалния филм „Младостта на света“
1953
 Никола Вапцаров (почетна награда) – поет, комунист
 Пол Елюар – поет, комунист
 Уилям Едуард Бъргхард Дю Боа – общественик
 Халдоур Лакснес – писател
 Мартин Хелберг – режисьор, комунист
 Курт Щерн – сценарист
 Жан Щерн – сценаристка
 Леополдо Мендес – художник
 Мулк Радж Ананд – писател
1954
 Дмитрий Шостакович – композитор
 Чарли Чаплин – режисьор
1955
 Бела Барток (почетна награда) – композитор
 Едуар Ерио – политик
 Жозуе де Кастру – общественик
 Йорис Ивенс – режисьор, комунист
 Чезаре Дзаватини – писател и режисьор
1956
 Ирен Жолио-Кюри (почетна награда) – химичка
 Никос Казандзакис – писател
 Ци Байшъ – художник
 Уилям Хауърд Мелиш – общественик
1957
 Бъртранд Ръсел – философ – отказва наградата